# Iranoleon octavus
Iranoleon octavus är en insektsart som beskrevs av Hölzel 1981. Iranoleon octavus ingår i släktet Iranoleon och familjen myrlejonsländor. Inga underarter finns listade i Catalogue of Life.